# Pâncești (Bacău)
Pour les articles homonymes, voir Pâncești.
Pâncești est une commune roumaine située dans le județ de Bacău.